# 掘り師 (ゲーム)
掘り師（ほりし）とは砂金掘り師をはじめ何種類かの意味を持つが、ここではトレーディングカードアーケードゲームにおいて、極力短い時間で大量に排出カードを集めるだけで、真面目にプレイしようとしない悪質なプレイヤーのことを指す（師とは本来、尊敬される技能者への称号であるが、用法を転じた場合は山師や真剣師、詐欺師、竿師など、否定的・侮蔑的な意味で使われる事も多い）。

## 掘り師が生まれる背景
トレーディングカード式アーケードゲームは、一度プレイする度に新しいカードが排出されるが、コンプリート（全種類を揃えること）は容易なものではない。コンプリートのためには交換や売買が必要となるが、それでも確率的に困難となっている（こうしたゲーム本来の仕組みについては「トレーディングカードゲーム」を参照）。
その過程で、筐体から出るカードを大量に求める行為も必要な手段の一つとされ、極力短い時間でプレイを繰り返し、カードを多数確保しようとするプレイヤーが出てくる。またこれらの排出カードは完全にランダムではなく、出荷の工程上ある程度規則的な並び方が存在 し、配列を調べてからほしいカードの順番までプレイを続ける者もいる。また、アーケードカードはその性質上、月日と共に価値が確実に下落することと、基本的な相場が他のトレーディングカードよりも高めなため、新カード追加初日などには、転売目的で大量にカードを求めるプレイヤーも出てくる。
しかし通常通り遊んでいれば、ゲームが終了してカードが排出されるまでの間、最低数分間のプレイ（戦い）が存在するため、効率が悪い。
プレイには対CPU戦と対人戦が存在するが、CPUはプレイヤーのプレイ回数が少ない（弱い）場合はタイミングや攻撃を弱めてくるなど、本来は初心者の参入にあたりハードルを下げるためのシステムが採用されていることが多い。そうすると、CPU戦はプレイ終了までの時間が延びる。またゲームやそのプレイヤーの階級（続けて遊ぶことでレベルアップする）によっては、CPU戦と対人戦どちらしかプレイできない場合もある。
こうした事情の中、極力短い時間で多数の排出カードを求める方法として、勝ち負けを気にせずできるだけ早くゲームを終え、カードを入手したらまた同様に次のゲームを早く終える行為が生まれてきた。本来の目的である勝負を放棄し大量のカードを漁る姿が、価値ある物を掘り出すように見えるので、誰となく「掘り師」と呼ばれるようになった。
なお、『三国志大戦』『アクエリアンエイジオルタナティブ』などでは勝ち進むとプレイ料金（＝カード代金）が安くなることから、大量にICカードを作成し、低い階級のみでプレイすることにより、初心者などの弱い対戦相手を狙ってマッチングさせ、確実に勝てる相手を狩ることで少しでも安くカードを手に入れようとする「狩り師」も存在する。「狩り師」は、参入の障壁になることからゲームの人気を低下させる迷惑な存在である。「掘り師」との違いは、『時間の効率』『投資の効率』のどちらを優先するかにある。もちろんメーカー側もこれらの行為に対する苦情は承知しており、例えば『三国志大戦』シリーズでは「狩り師」や、逆に他人のカードを階級を上げる「代打ち」などの行為に対してセガより公式見解として「一人のプレイヤーが複数のICカードを持つ、または複数のプレイヤーが一枚のICカードを共有する行為」を禁じており、悪質な場合にはICカードの停止などのペナルティを課すとしている。
オンデマンド印刷がトレーディングカードアーケードゲームで採用され始めたこともあり、今後はこれらの行為を行う者も減少していくと予想されている。

## 掘り師の戦法
最も簡単な方法は、一番弱いカードだけをゲームに登場させ、やられるのを待つことである。しかし対戦モードでは当然ながら、対戦相手の意欲を欠くプレイスタイルである。対戦相手も当初は「あの弱い敵の背後に罠があるのか」と油断せずかかってくるが、何度も掘り師に遭遇するとわかってくるので
- なかなか攻撃しない
- 勝敗に関係ない部分ばかり攻撃する
- わざと逃げ回る

など時間稼ぎをして遊ぶ（掘り師を苛立たせる行動を取る）ことがあり、掘り師から見ると時間がかかる分だけ、面白いものではなくなる（もちろん対戦相手にとってはもっと面白くない）。掘り師もこれに対抗して「一見強そうに見えるが実はすぐ負ける」カード、例えば
- それ相応に強いカードデッキ一組だけで攻めるふりをして、攻撃されたら最もダメージを受けやすい状態にしておく
- 『機動戦士ガンダム0079カードビルダー』ではカーゴ爆弾という、一度攻撃したら特攻で即退場（厳密には再出撃後、最後は弱いカードに変化する）となるカードを使う

などを使い、少しでも短時間でゲーム終了させ、次のカードを排出させる工程に向かう工夫を凝らしている。
いずれにせよ対戦モードでこうした掘り師行為を行うことは、対戦ゲーム本来の魅力である「対戦するに相応しい実力の者同士が戦う」スタイルに反しており、連コインや初心者狩りと共に、アーケードゲーム界における問題の一つとなっている。
なお、『甲虫王者ムシキング』や『オシャレ魔女♥ラブandベリー』など低年齢層を対象とした作品の多くが、法的に「カードの自動販売機」という建前になっているため「ゲームを行わず、カードのみを排出させる機能」が装備されているため、極めてスムーズに掘ることができる（普通のアーケードカードと異なり、ゲーム開始前に払い出されるのもこのため）。
また、『アクエリアンエイジオルタナティブ』では、バージョンアップで「プラクティス」（敵が無防備で、かつ手札のすべてがコストフリーで無制限に使用可能な練習モード）が装備されたため、直接火力を持つタイプの「オルタレーションカード」を使用して、極めて短時間でゲームを終了できるようになった。
『ベースボールヒーローズ』シリーズでは、試合終了ボタンを1回の表に押すことで、簡単に試合終了することができる（この場合、掘り師は放棄試合で負けることになる）。
マッチング時にあまりにもあからさまな掘りを防止するために、『三国志大戦』などでは、カードを登録せずに全国対戦モードを選んでも人間とはマッチングされないという制限が設けられている。